# Great Blue Hill

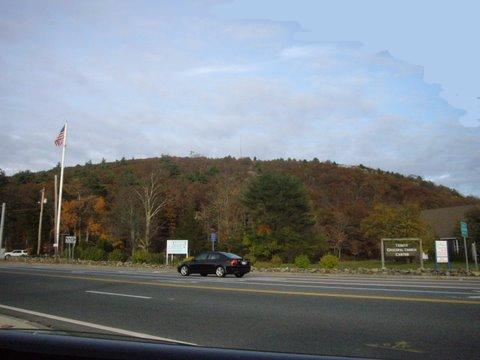
O Great Blue Hill

A Great Blue Hill é um pico de 193 metros de altitude localizado imediatamente a sul de Boston, capital do estado norte-americano de Massachusetts. Em português, significa "Grande Colina Azul".
Predefinição:Importancia para o estado
Massachusett significa, no idioma algonquino, "próximo à grande montanha", uma referência ao Great Blue Hill, uma montanha localizada ao sul de Boston.